# South Dakotaklasse (1920)
De South Dakotaklasse uit 1920 is een klasse van slagschepen van de marine van de Verenigde Staten die zou bestaan uit zes schepen. Er werd met de Naval Act of 1916 tot de bouw van deze schepen besloten, een ambitieus programma waarmee de Amerikaanse vloot tot de grootste van de wereld zou gaan behoren. De kielen werden in 1920 en 1921 gelegd. De bouw van alle zes werd begin 1922 geannuleerd als een gevolg van de beperking van de marine wapenwedloop, die met het Vlootverdrag van Washington tussen  de Verenigde Staten, Verenigd Koninkrijk, Frankrijk, Italië en Japan overeen was gekomen.

## Beschrijving
De Amerikaanse marine had nooit eerder zulke grote slagschepen met een waterverplaatsing van bijna 44.000 ton gebouwd. De schepen werden 208 meter lang en 32 meter breed waardoor ze de sluizen van het Panamakanaal konden passeren.
Ze kregen een dik pantser en een hoofdbewapening van twaalf 16-inch kanonnen verdeeld over vier geschuttorens. De kanonnen konden granaten met een gewicht van 950 kg ongeveer 41 km ver schieten. Na het annuleren van de opdracht zijn de kanonnen naar het leger overgegaanm, die ze heeft ingezet bij diverse kustforten en -batterijen.
Voor het voortstuwing kreeg het een stoom-elektrische aandrijving met een vermogen van 60.000 paardenkracht, waarmee een maximumsnelheid van 23 knopen kon worden gehaald.

## Schepen in de klasse
De kiel van vijf schepen werd in 1920 gelegd en die van het laatste schip volgde in april 1921. De bouw van alle schepen werd op 8 februari 1922 geannuleerd. De schepen waren voor ongeveer een derde gereed toen de bouw werd gestaakt. Ze zijn op de helling gesloopt.
| naam                 | scheepswerf                | kiel gelegd op   |
| -------------------- | -------------------------- | ---------------- |
| South Dakota BB-49   | New York Navy Yard         | 15 maart 1920    |
| Indiana B-50         | New York Navy Yard         | 1 november 1920  |
| Montana BB-51        | Mare Island Naval Shipyard | 1 september 1920 |
| North Carolina BB-52 | Norfolk Navy Yard          | 12 januari 1920  |
| Iowa BB-53           | Newport News Shipbuilding  | 17 mei 1920      |
| Massachusetts BB-54  | Fore River Shipyard        | 4 april 1921     |

## Wetenswaardigheden
- De naam werd in 1939 weer gebruikt voor vier slagschepen. Deze schepen, ook van de South Dakotaklasse, maar uit 1939, zijn ingezet tijdens de Tweede Wereldoorlog. Van deze klasse zijn de USS Massachusetts BB-59 en de USS Alabama BB-60 behouden als museumschip.